# Echiniscus calcaratus
Echiniscus calcaratus är en djurart som tillhör fylumet trögkrypare, och som beskrevs av Ferdinand Richters 1908. Echiniscus calcaratus ingår i släktet Echiniscus och familjen Echiniscidae. Inga underarter finns listade i Catalogue of Life.